# Banjul
Cet article possède un paronyme, voir Banyuls.
Banjul est la capitale de la Gambie. C'est le centre de la division administrative éponyme qui abrite environ 400 000 habitants, ce qui en fait la zone métropolitaine la plus grande et la plus densément peuplée de Gambie. La ville de Banjul est située sur l'île Sainte-Marie (île de Banjul), là où le fleuve Gambie se jette dans l'océan Atlantique.
La population de la ville proprement dite est de 31 301 habitants, la zone du Grand Banjul, qui comprend la ville de Banjul et le conseil municipal de Kanifing, ayant une population de 413 397 habitants (recensement de 2013). L'île est reliée au continent à l'ouest et au reste de la région du Grand Banjul par des ponts. Il existe également des ferries reliant Banjul au continent de l'autre côté de la rivière.
Du 19e siècle jusqu'au 24 avril 1973, la ville était connue sous le nom de Bathurst.

## Étymologie
Il existe plusieurs étymologies pour « Banjul ». Une histoire traditionnelle raconte que Bandjougou, fils de Barafin, est venu sur l'île après avoir fui les attaques de Soumaoro Kanté sur la région du Manding. Son nom s'est attaché à l'île et a changé au fil du temps en « Bandjoulou ». Une autre théorie prétend que Banjul tire son nom de Bang Julo, le mot mandingue pour fibre de corde que le peuple mandingue rassemblait sur l'île.

## Histoire

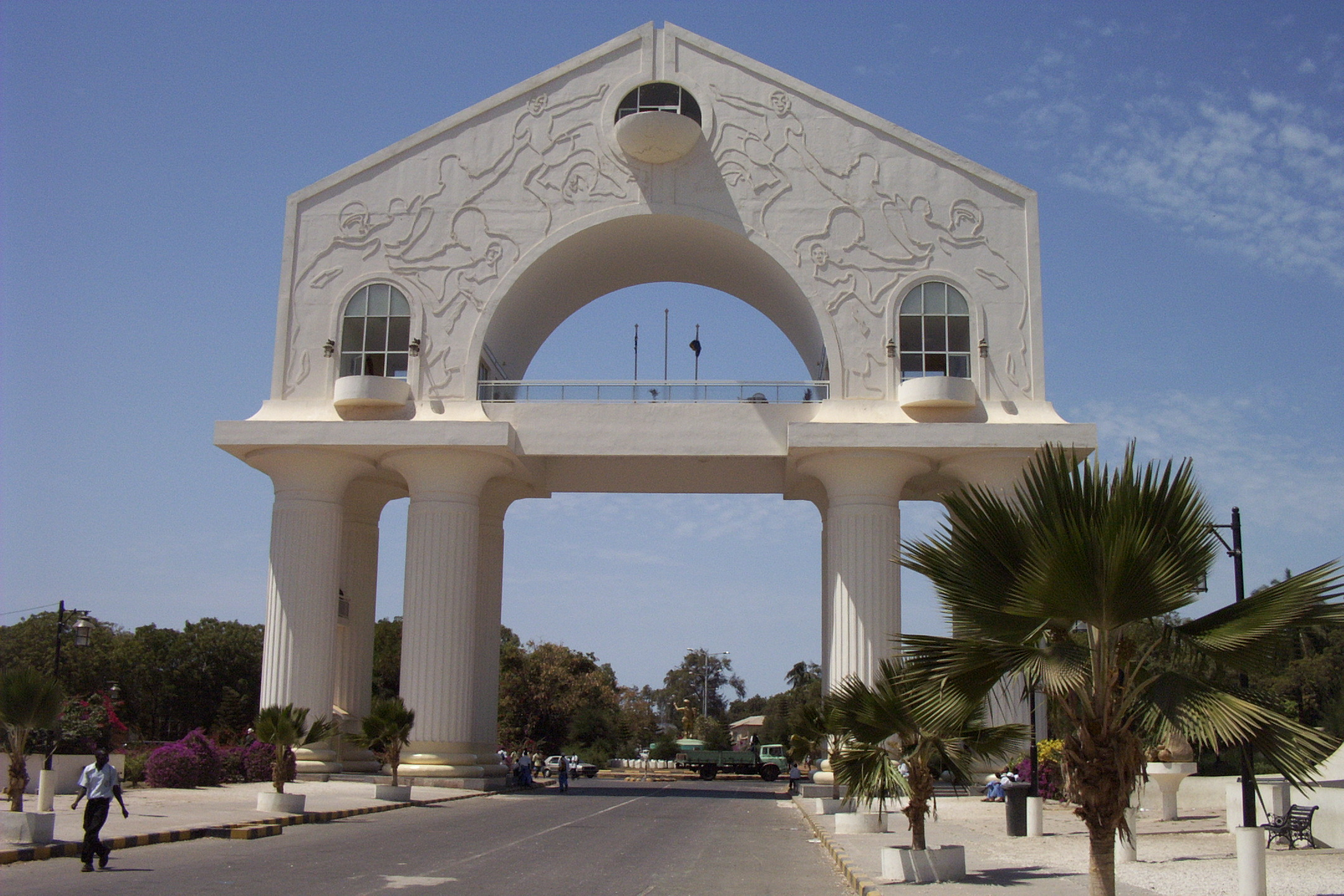
L'Arche 22 à l'entrée de Banjul.

En 1651, le site de Banjul, détenu par Jacob Kettler, duc de Courlande, dans le cadre de l’empire colonial courlandais, est concédé au roi de Kombo.
À la suite du congrès de Vienne et du traité de Paris de 1815, qui mettent fin à la guerre entre l’Angleterre et la France, les Britanniques évacuent Gorée, dans ce qui est maintenant le Sénégal. Renforcer leur implantation sur la côte ouest africaine est jugé important et peut leur permettre également de redéployer les troupes et les officiels de Gorée. Le 23 avril 1816, le roi de Kombo cède l'île de Banjul à Alexander Grant, un commandant britannique. Alexander Grant fonde la ville de Banjul, construisant des maisons et des casernes pour contrôler l'entrée de l'estuaire de la Gambie et maîtriser la traite des esclaves dans cette région. Les Britanniques rebaptisent Banjul Island en St. Mary's Island et donnent à Bathurst son nouveau nom, du nom du 3e comte Bathurst, secrétaire d'État à la guerre et aux colonies à cette époque. Les rues sont nommées d'après les généraux alliés associés à la bataille de Waterloo. La ville devient un centre de l'activité britannique dans cette région. Le nom de la ville resta inchangé jusqu'en 1973[réf. nécessaire].

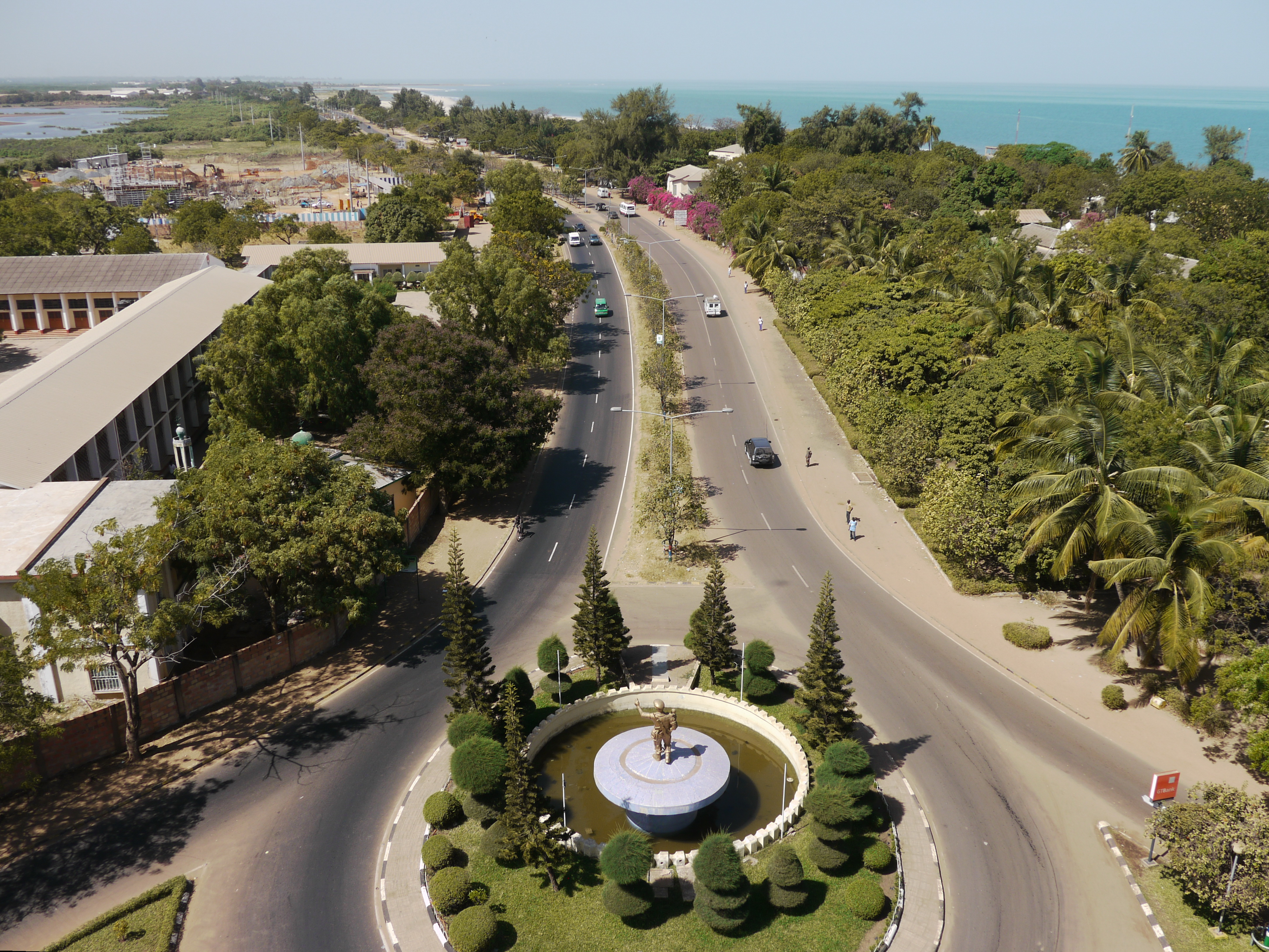
Rond-point d'entrée

Le 22 juillet 1994, Banjul est le théâtre d'un coup d'État fomenté par le lieutenant Yahya Jammeh qui reste au pouvoir durant 22 ans. Afin de commémorer cet événement, il fait construire l'arche 22 à l'entrée de la ville.
Parmi les curiosités de Banjul, on peut citer le musée national gambien (en), le marché Albert (en), le palais présidentiel, la cour de justice de Banjul, deux cathédrales et plusieurs mosquées[réf. nécessaire].

## Géographie
Elle est située à 250 km au sud-est de Dakar, sur l'île Sainte-Marie (île Banjul),  sur la rive ouest de l'embouchure du fleuve Gambie[réf. nécessaire].
Banjul est au centre de la principale agglomération gambienne et est le centre économique et administratif du pays.[réf. nécessaire]

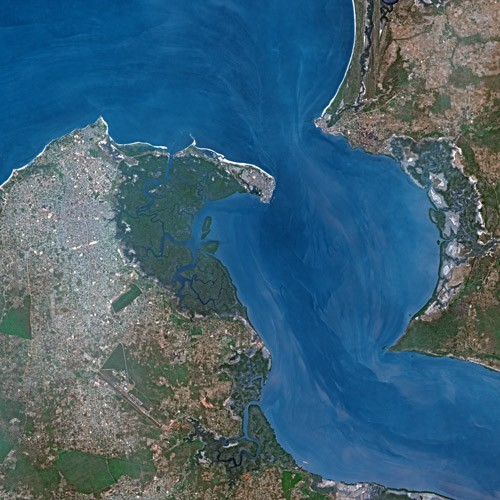
Banjul vu par le satellite Spot.

## Climat
Banjul bénéficie d'un climat tropical humide avec des précipitations annuelles de 1 296 mm. Banjul bénéficie d’un climat chaud toute l’année. Selon la classification climatique de Köppen, Banjul présente un climat tropical humide et sec (Aw). La ville connaît une longue saison sèche, qui s'étend de novembre à mai, et une saison des pluies relativement courte couvrant les cinq mois restants. Cependant, au cours de ces cinq mois, Banjul a tendance à connaître de fortes pluies. Août est généralement le mois le plus pluvieux, avec en moyenne 350 millimètres ou 14 pouces de précipitations. Les températures maximales sont relativement constantes, même si les minimales matinales ont tendance à être plus chaudes pendant la saison des pluies que pendant la saison sèche.[réf. nécessaire]

Selon un ministre du gouvernement gambien, Banjul risque d'être submergée par une élévation d'un mètre du niveau de la mer en raison du changement climatique et du réchauffement climatique.

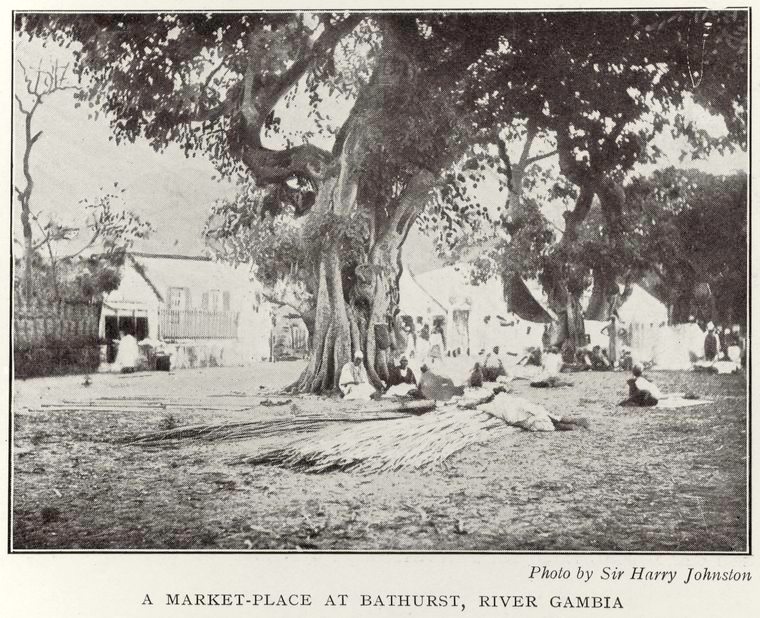
Place de marché à Bathurst (1910).

| Mois                     | jan. | fév. | mars | avril | mai | juin | jui. | août | sep. | oct. | nov. | déc. | année |
| ------------------------ | ---- | ---- | ---- | ----- | --- | ---- | ---- | ---- | ---- | ---- | ---- | ---- | ----- |
| Température moyenne (°C) | 23   | 24   | 26   | 25    | 26  | 28   | 27   | 26   | 27   | 27   | 25   | 24   | 25,67 |
| Précipitations (mm)      | 3    | 3    | 0    | 0     | 10  | 58   | 282  | 500  | 310  | 109  | 18   | 3    | 1 296 |

## Économie
Le port de Banjul est le principal port d'exportation des denrées produites dans l'ensemble de pays comme les arachides, la cire d'abeille, le bois de palmier, l'huile de palme et les peaux[réf. nécessaire].
L'industrie des matériaux de construction est représentée par la cimenterie Gacem, filiale de la multinationale italienne Italcementi.
L'une des principales industries de la ville de Banjul est le tourisme. Les touristes proviennent en général de la Grande-Bretagne[réf. nécessaire].

## Transport

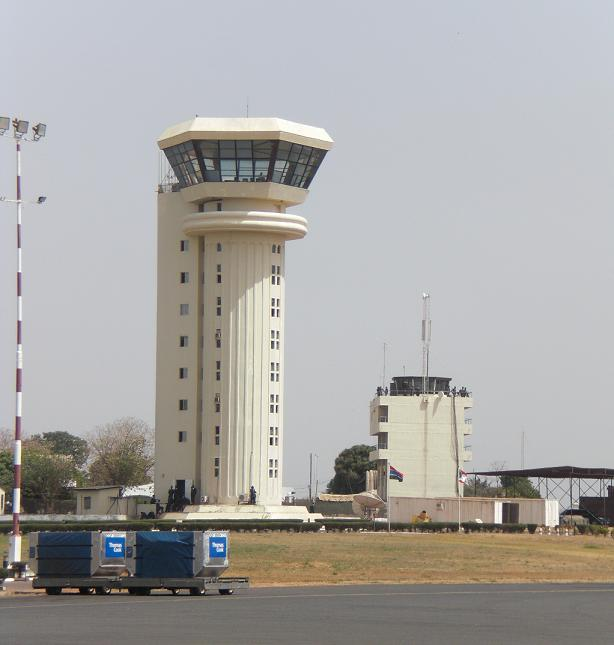
Tour de contrôle de Banjul

Banjul est reliée à l'ouest du continent par le bien développé Banjul Serrekunda Highway, qui traverse le pont de Denton, et Bond Street. À l'est par le ferry Banjul-Barra. Juste à l'extérieur de Banjul à 24 km il y a l'aéroport international de Banjul qui est l'aéroport le plus proche.

## Enseignement supérieur
La ville compte une université, l'Université de Gambie, fondée en 1999[réf. nécessaire].

## Lieux de culte
Parmi les lieux de culte, il y a principalement des mosquées musulmanes.   Il y a aussi des églises et des temples chrétiens : Diocèse de Banjul (Église catholique), Church of the Province of West Africa (Communion anglicane), Assemblées de Dieu .

## Jumelage
- Bamako (Mali)
- Newark (New Jersey)

## Personnalités
- Fatou Bensouda (1961-), avocate gambienne, ministre de la justice, procureure à la CPI.
- Biri Biri (1948-2020), footballeur.
- Omar Faye (1960-), athlète et homme politique gambien, y est né.
- Hannah Forster (1893-1966), femme d'affaires et femme politique gambienne.
- Satang Jow (1943-), femme politique gambienne, ancienne ministre, y est née.
- Lucretia St. Clair Joof, femme politique gambienne.